# Gäddsjön (Torsåkers socken, Ångermanland)
Gäddsjön är en sjö i Kramfors kommun i Ångermanland och ingår i Ångermanälvens huvudavrinningsområde. Sjön har en area på 0,0872 kvadratkilometer och ligger 290,7 meter över havet.

## Delavrinningsområde
Gäddsjön ingår i det delavrinningsområde (699330-157672) som SMHI kallar för Ovan None. Medelhöjden är 283 meter över havet och ytan är 12,71 kvadratkilometer. Det finns ett avrinningsområde uppströms, och räknas det in blir den ackumulerade arean 47,17 kvadratkilometer. Bruksån (Ladvattenån) som avvattnar avrinningsområdet har biflödesordning 2, vilket innebär att vattnet flödar genom totalt 2 vattendrag innan det når havet efter 56 kilometer. Avrinningsområdet består mestadels av skog (88 procent). Avrinningsområdet har 0,24 kvadratkilometer vattenytor vilket ger det en sjöprocent på 1,9 procent.